# Governatorato di Kalisz
Il governatorato di Kalisz (in polacco: gubernia kaliska) fu un'unità amministrativa (governatorato) del Regno del Congresso (Polonia).

## Storia
Fu creato nel 1837 dal Voivodato di Kalisz ed ebbe i suoi stessi confini e capitale (Kalisz).
La riforma del 1844 lo unì al governatorato di Varsavia, fino al 1867, quando i cambiamenti furono annullati e fu ricreato il governatorato di Kalisz.